# No Jacket Required
No Jacket Required är Phil Collins tredje soloalbum. Släppt 1985 är det Collins kommersiellt sett mest framgångsrika album. "One More Night", "Sussudio", "Take Me Home" och "Don't Lose My Number" blev stora hits och albumet blev #1 på albumlistorna i bland annat USA, Storbritannien och Sverige. RIAA certifierade i juni 2001 albumet för 12x platina, efter att ha sålts i över 12 miljoner exemplar i USA. Det belönades också med en Grammy för årets album.

## Låtlista
Samtliga låtar skrivna av Phil Collins om inget annat anges.
1. "Sussudio" – 4:23
2. "Only You Know and I Know" (Text: Collins/ Musik: Daryl Stuermer) – 4:21
3. "Long Long Way to Go" – 4:22
4. "I Don't Wanna Know" (Text: Collins/ Musik: Stuermer) – 4:14
5. "One More Night" – 4:48
6. "Don't Lose My Number"  – 4:48
7. "Who Said I Would" – 4:01
8. "Doesn't Anybody Stay Together Anymore?" (Text: Collins/ Musik: Stuermer) – 4:18
9. "Inside Out" – 5:15
10. "Take Me Home" – 5:52
Bonuslåt CD-utgåva
11. "We Said Hello Goodbye" – 4:15